# Hamburg-Hammerbrook (przystanek kolejowy)
Hamburg-Hammerbrook – przystanek kolejowy w Hamburgu, w Niemczech. Znajduje się tu 1 peron.